# Istorijat transseksualizma
Istorijat transseksualizma je hronološki prikaz najvažnijhih činjenica od kada postoji ljudska civilizacija do danas.

## Antropološka i arheološka istraživanja
Istraživanja u ovim oblastima nauke dokazala su postojanju transseksualizma još u periodu pre i na početku nove ere, o čemu govore brojna otkrića:
- Kraljice Hatšepsut Egiptu, koja je vladala Egiptom kao jedini ženski faraon od 1479. do 1458. godine pre nove ere, predstavljana je i kao žena i kao muškarac sa bradom u muškoj odeći.[3]
- Podele na tri rodne kategorije u starim egipatskim zapisima: tai (muško), sht (sekhet) i hmt (žensko), iako se u zapadnim tekstovima sht prevodi kao eunuh dokazi o primeni kastracije ne postoje.
- Herodot u Staroj Grčkoj, u svojim spisima govori o Skitskim plemenima i njihovim šamanima enarejama,  opisivani su kao „muškarci-žene“ ili „polu-muškarci“, sa natprirodnim moćima da kontrolišu vremenske prilike.
- U Grčkoj mitologija govori se o tri rodne kategorije: muškoj, ženskoj i androginoj.
- Frigijski  obožavaoci boginje Cibele u Starom Rimu, odsecali su svoje genitalije, i bacali ih trčeći ulicama gradova, uzvikujući reči „pozdrv boginji”. Kasnije su preuzimali ženske uloge, i oblačili se u žensku odeću.
- U spisima o Neronu, navodi se da je on prvo naredio da se izvrši kastracija njegovog sluge Sporusa, pošto je ličio na njegovu preminulu suprugu Sabinu, a potom se sa njim oženio.[4][5]
- Oko 200. godine,  rimski car, Marko Aurelije Antonije bio poznat kao transvestit, jer se skoro uvek oblačio u žensku odeću, a po nekim tvrdnjama, kod njega je izvršena jedna od prvih operacija promene pola.[4]

### Transseksualizam u nekim civilizacijama
Neka od ovih ponašanja zadržala su se i održala i do današnjih dana u određenim civilizacijama. 
Tako u Indiji postoji pleme, koje čini posebnu kastu, nazvano Hidžre. To su biološki muškarci, kod kojih je izvršen primitivni oblik hirurgije rodnog usklađivanja, tačnije odstranjivanje muških genitalija, koji posle toga preuzimaju ženske rodne uloge.
Nešto slično zadržalo se i kod Navaho Indijanca u Severnoj Americi, kod kojih je prepoznat, pored dva uobičajena roda, muškog i ženskog, i treći rod, nazvan „Nadle“.
U ovim kulturama, transrodne osobe su bile poštovane od strane pripadnika plemena i imale su ulogu u očuvanju predanja njihovog naroda.

## Transseksualizam od 15. do 19. veka
Istorijski podaci iz sedamnaestog, osamnaestog i devetnaestog veka pokazuju dokaze o postojanju kako muškog, tako i ženskog transseksualizma i u evropskim zemljama.
Među poznatijim iz ovog perioda istorije transseksualizma navode se 
- Jovanka Orleanka,
- engleski kralj Džejms I,
- francuski diplomana Ševalije DEon i mnogi drugi.

U tom istorijskom razdoblju ni Balkan nije nije bio izuzetaka u zabačenim selima severne Albanije i Crne Gore, porodice bez muških naslednika, odgajale su jednu ćerku u muškom rodu. Naime jedino žensko dete, na zahtev roditelja ili šire zajednice, preuzimalo je ulogu muškarca, zavetujući se na celibat. Ove žene su u narodu bile poznate kao virdžine.

## Prvi zvanični podaci o transseksualizmu
Prvi zvanični medicinski zapisi o postojanju transseksualizma su bili krajem devetnaestog i početkom dvadesetog veka. Najpre je nemački seksolog, Ričard von Kraft Ebing 1893. godine u osmom izdanju dela „Psychopatia sexualis“ objavio svoja zapažanja o homoseksualizmu, transvestitizmu i transseksualizmu.
Nakon Ebinga, 1910. godine Magnus Hiršfeld uveo je pojam transvestit (koje su lečene u njegovom Institutu u Berlinu), od latinskih reči „trans” – „preko”, i „vestis” – „odeća”, kojim je zapravo opisivao transvestite, kao i osobe koje mi danas prepoznajemo kao transseksualne, odnosno transrodne.
U kasnijem radu, 1923. godine Hiršfild je uveo pojam transseksualizam, koji se odnosio na transrodne i transseksualne osobe, najviše označavajući psihološki aspekt transseksualizma.
Period zaborava
Pojam transseksualizam je privremeno pao u zaborav sve do 1949. godine, tačnije dok ga nije ponovo upotrebio američki seksolog Koldvel, koji je njime označio osobe koje se ne osećaju udobno u svom telu, a istovremeno žele permanentno da žive u ulozi drugog pola i pokazuju interesovanje da se podvrgnu hirurškoj intervenciji rodnog usklađivanja.
Ponovna upotreba termina
Hari Bendžamin, američki endokrinolog i seksolog, nemačkog porekla je 1966. godine objavio knjigu „Transseksualni fenomen”, u kojoj je opisao transseksualizam i transseksualne osobe, kao osobe koje osećaju da pripadaju suprotnom polu, da žele da budu prihvaćene kao osobe suprotnog pola od onog u kom su rođene, da su njihovi polni organi (penis) i testisi grozni deformiteti, koje je neophodno hirurški ukloniti.
Prema Bendžaminu pravi transseksualac zahteva primenu hormonske terapije suprotnog pola, kao i hiruršku intervenciju rodnog usklađivanja uz sve privilegije koja zakonom pripadaju osobi tog pola (npr. promena ličnog imena, lične zamenice i sl.).
Sedamdesetih godina 20. veka, američki psihijatar, Fisk uveo je termin sindrom rodne disforije, da bi njime definisao psihički i emotivni bol koji se javlja kod nekih osoba uslovljen neskladom između rodnog identiteta i biološkog pola.

## Prva dijagnoza — transseksualizam
Shvatanja o transseksualnosti su se dinamično menjala u drugoj polovini dvadesetog i na početku dvadeset i prvog veka, i još uvek se intenzivno menjaju. 
| „ | Sredinom dvadesetog veka, sve osobe obuhvaćene akronimom LGBT smatrane su kao osobe kojima nije odgovarao biološki pol u kome su se rodili, i bili su primorani da svoj rodni konflikt rešavaju na tada dostupne načine (uglavnom stičući pritom atribut devijanata), jer nisu imali mogućnost da koriste hormonalnu terapiju kombinovanu sa operacijom koja se danas zove (енгл. sex reassignment) prilagođavanje ili promena pola. Tada se smatralo uopšteno da su ponašanja koje danas zovemo transvestizam, transseksualnost i homoseksualnost delovi istog problema koji se sastoji u neprihvatanju svoga biološkog pola. | ” |

Prvi put se dijagnoza transseksualizam pojavila u dijagnostičkom statističkom priručniku za mentalne poremećaje Američkog udruženja psihijatara (APA DSM III) 1980, ali je već u sledećem izdanju (APA DSM IV) zamenjen terminom poremećaj polnog identiteta (енгл. gender identity disorder – GID), zbog preteranog naglašavanja seksualnog poremećaja u terminu transeksualizam.
Poslednja revizija dijagnostičkog statističkog priručnika za mentalne poremećaje Američkog udruženja psihijatara (APA DSM V) termin poremećaj polnog identiteta (GID) menja terminom rodna disforija.
Oba termina, poremećaj polnog identiteta i rodna disforija, označavaju stanje u kojem se pojedinac intenzivno neprijatno oseća u svom biološkom polu i snažno se idetifikuje i želi da bude suprotnog pola. Takođe, u ovoj reviziji po prvi prikazan je podela pristupa u lečenju dece, adolescenata i odraslih sa rodnom disforijom.

## Spoljašnje veze
- Grujić Koračin J. (2013). „Interdisciplinarni pristup transseksualnosti — ginekološko iskustvo” (PDF). Gynaecol Perinatol. 22 (4): 182—190. Архивирано из оригинала (PDF) 11. 09. 2017. г.